# Jennifer Lamiraqui
Jennifer Lamiraqui est un mannequin français né le 25 mars 1980 à Paris.

## Carrière
Jennifer a fait la couverture de plusieurs magazines dont Maxim en 2001 et de 20 Ans en 1996. Elle travaille pour des nombreuses marques comme Bergdorf Goodman, Calida, Pantene, s.Oliver, Benetton, Valisère, Garnier, Frederick's of Hollywood, Anti-Flirt, Bare Necessities, Gianni Bini, Le Mystère, Intimissimi, JC Penney, Revlon, Lazaro, Saks Fifth Avenue, Custo Barcelona, Vassarette et Gemma.
Jennifer a aussi fait des publicités pour Laura Biagiotti « Aqua di Roma » et Volvic et a joué dans la série télévisée américaine Tell Me You Love Me de HBO.
Elle a également soutenu les créations du chanteur Damien Saez, en posant notamment pour la pochette de l'album J'accuse (photo de Jean-Baptiste Mondino) et en figurant dans le clip de la chanson Jeunesse, lève-toi.